# ヘリー・ラジャオナリマンピアニナ
ヘリー・マルティアル・ラコトアリマナナ・ラジャオナリマンピアニナ（マダガスカル語: Hery Martial Rakotoarimanana Rajaonarimampianina、1958年11月6日 - ）は、マダガスカルの政治家。2014年1月から2018年まで同国大統領を1期務めた。

## 経歴
中流家庭に生まれ、アンタナナリボ郊外のサボツィ・ナメハナで育った。1982年にアンタナナリボ大学でMBAを取得後、カナダのケベック大学トロワ＝リヴィエール校で財務と会計を修め、1986年に会計学の準修士号（DEA）を取得した。1991年には、カナダの公認会計士協会（CGA）からカナダの会計士免許を得ている。
1991年にマダガスカルに戻り、会計士として勤務。その一方で、アンタナナリボにある国立経営管理・会計学研究院（INSCAE）の研究主任やアンタナナリボ大学およびフランスのメス大学経営管理研究所（IAE）の助手を歴任した。
1995年にはアンタナナリボに職員50人を抱える会計事務所を設立した。この事務所は、マダガスカル全域で地場企業と外資系企業の双方から顧客を得た。
2003年にはマダガスカル公認会計士・会計検査官協会の会長に選出されるとともに、上級会計協議会の副会長や信頼保全委員会の評議員に任命された。

### 政治における経歴
前年から主だった外国人投資家が資本をマダガスカルから避難させている中の2009年、ラジャオナリマンピアニナは財務予算相となった
。2011年からはマダガスカル航空のCEOを務めている。
2013年、ラジャオナリマンピアニナは政治団体「マダガスカルのための新勢力」を立ち上げ、他の32人の候補者とともに大統領に立候補した。主な対立候補には、与党の「決意したマダガスカルの青年」（TGV）から元大統領のマーク・ラヴァルマナナに代わって立候補したノエ・ラザフィンドラヴァヒや、AVANA所属のジャン＝ルイ・ロビンソン、高等暫定統治機構時代にいずれも首相を務めたアルベール・カミーユ・ヴィタルやロインデフォ・ザフィツィミヴァロ・モンジャなどがいた。
第一回投票でラジャオナリマンピアニナは、ロビンソンに次いで2位となる15.62%の得票を獲得した。この投票では、TGVと対立する全ての候補者の得票率が、合わせて55%に達した。
第二回投票が近づくに従って、ラジャオナリマンピアニナ陣営は勢力を強め、政治集会の参加者数も増加した。さらに、高等暫定統治機構のアンドリー・ラジョエリナ議長からも支持を取り付けた。そのため、第二回投票では暫定独立国家選挙管理委員会（CENIT）の発表する最初の中間結果から早々と首位に立ち、ジャン＝ルイ・ロビンソンを破って当選した。国際選挙監視団はこの選挙を「自由で透明性の高い、信頼できるものであった」と評価した。
再選をかけて2018年マダガスカル大統領選挙に立候補したが、11月7日の第1回目投票では得票率8.8%で3位となり、12月19日の決選投票には進めなかった。